# Sääre (Hiiumaa)
Sääre (Duits: Säre) is een plaats in de Estlandse gemeente Hiiumaa, provincie Hiiumaa. De plaats heeft de status van dorp (Estisch: küla).
Tot in oktober 2017 behoorde Sääre tot de gemeente Pühalepa. In die maand werd Pühalepa bij de fusiegemeente Hiiumaa gevoegd.

## Bevolking
Het dorp had 35 inwoners op 31 december 2011 en 32 inwoners op 31 december 2021.

## Ligging
De plaats ligt aan de noordoostkust van het eiland Hiiumaa.

## Geschiedenis
Sääre werd voor het eerst vermeld in 1565 onder de naam Särle by als dorp (by is Zweeds voor ‘dorp’) op het landgoed Großenhof (Suuremõisa). De havenplaats Suuresadama (Duits: Tiefenhafen) maakte tot 1945 en ook daarna, tot 1997, deel uit van Sääre. Vandaar de naam Serle ham (van hamn, haven) die in 1593 werd gebruikt. In 1798 dook de Duitse naam Säre op.

## Foto's

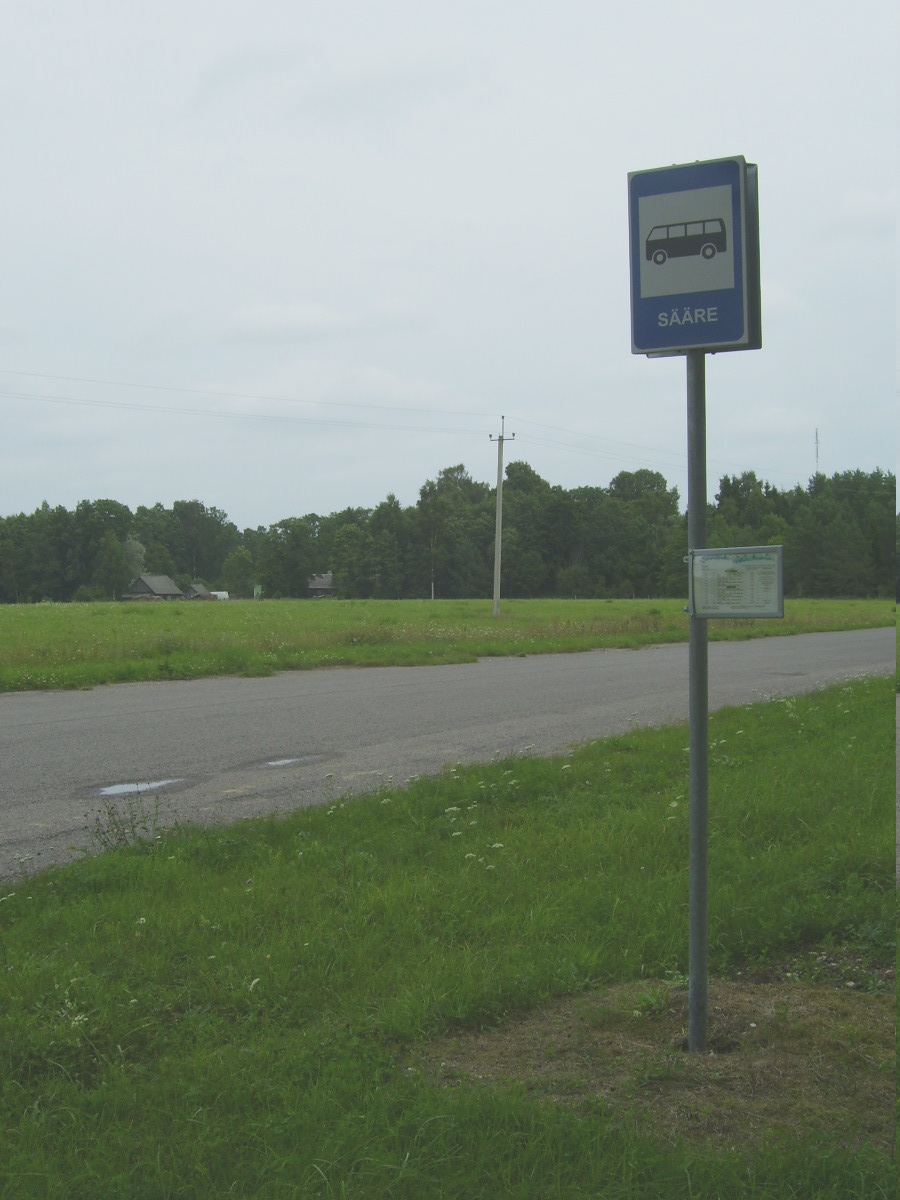
Bushalte in Sääre
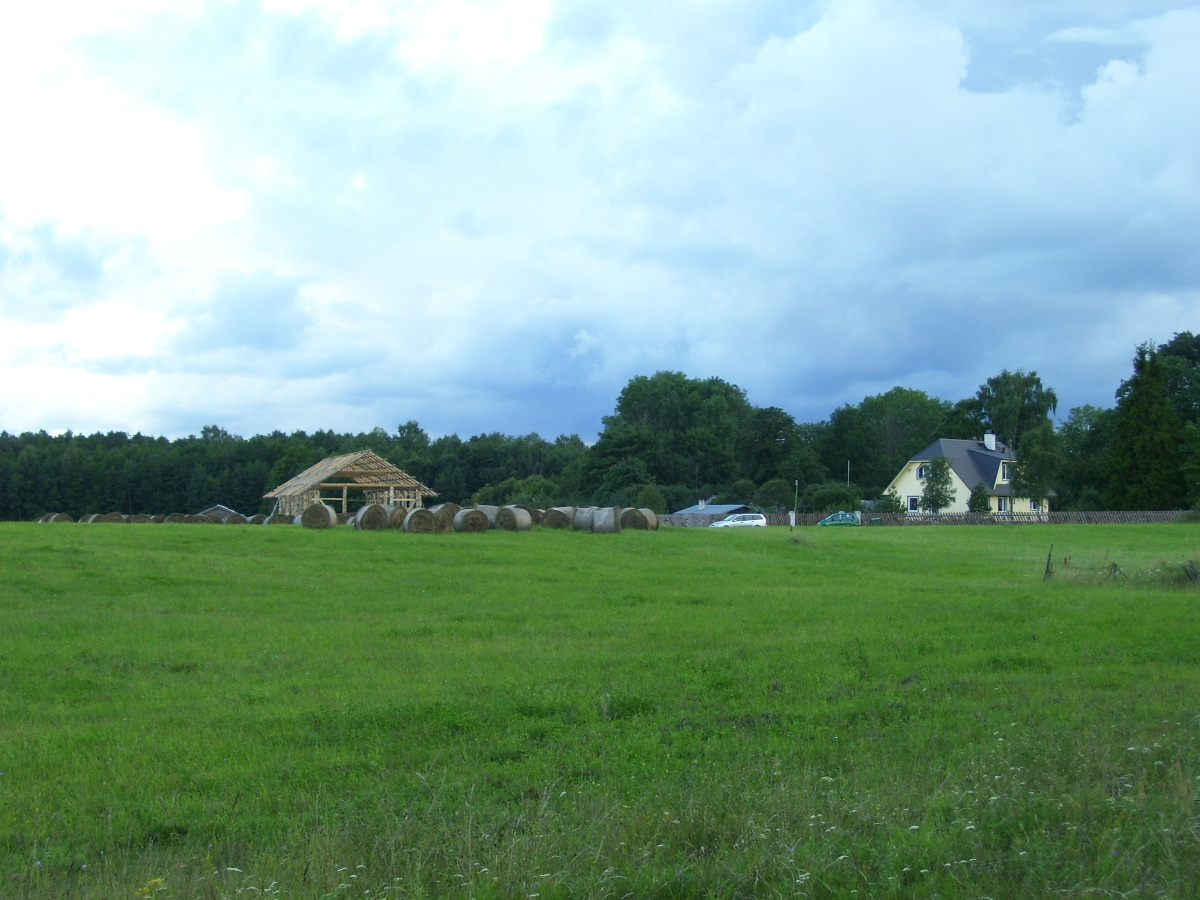
De boerderij Nuudi
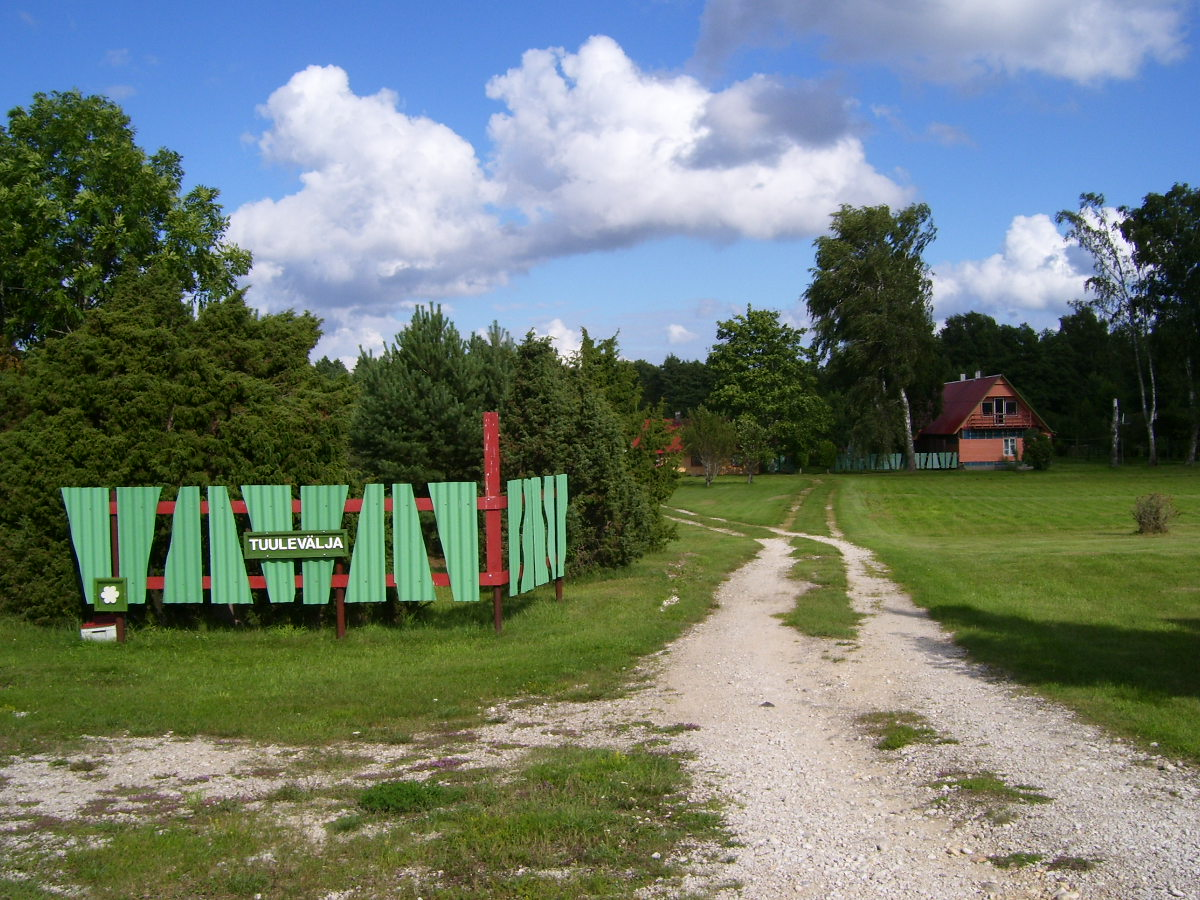
De boerderij Tuulevalja